# Klein Parin
Klein Parin ist ein zur Gemeinde Stockelsdorf gehörendes Dorf im Kreis Ostholstein in Schleswig-Holstein mit ca. 180 Einwohnern an der westlichen Seite des Pariner Berges.
Klein Parin geht auf eine wendische Gründung zurück, wovon die Anlage als Runddorf zeugt – die Ortsmitte liegt an einer kreisförmigen Straße (mit dem Namen „Wendenrund“), die eine zentrale Grasfläche umschließt. 

## Geschichte

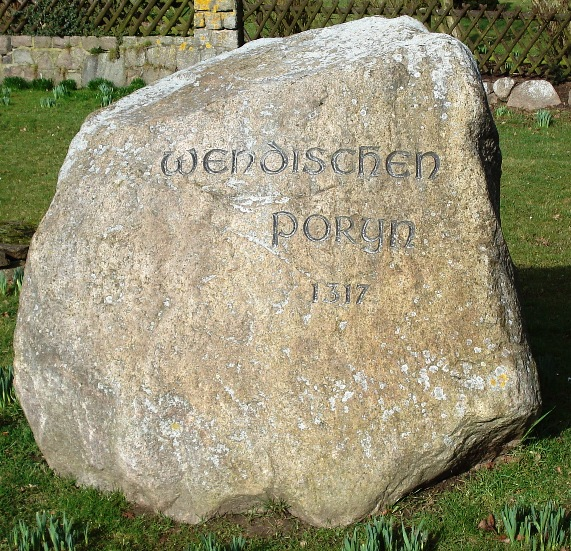
Gedenkstein an den früheren Namen des Dorfes Klein Parin

Der Ursprung von Klein Parin ist eng mit der Geschichte des benachbarten Dorfes Groß Parin (heute Teil der Stadt Bad Schwartau) und der Region Wagrien verbunden.
Der Name „Parin“ leitet sich von einem wendischen Ausdruck ab, der als „am Bach“ oder „am Sumpf (gelegen)“ gedeutet wird. 
Nach der Eroberung Wagriens 1138/39 durch die Holsten kam es zu Bevölkerungswanderungen. Die ansässigen Wenden gaben ihre Siedlungen zum Teil auf. Sie wanderten einige Kilometer weiter nach Westen und gründeten ein neues Dorf, das ebenfalls „Poryn“ benannt wurde. Um die beiden Siedlungen zu unterscheiden, wurde die ältere Siedlung als „Dudeschen (deutsches) Poryn“, die neuere Siedlung als „Wendischen (wendisches) Poryn“ bezeichnet.     
Nach der Vermischung der Bevölkerung im Laufe der Jahrhunderte hatten diese Namen ihre Bedeutung verloren und aus dem „Dudeschen“ wurde „Groß“ Parin und aus dem „Wendischen“ „Klein“ Parin. 
- 1317 erfolgte die erste urkundliche Erwähnung.
- 1341 verkaufte der Ritter Buchwald das Dorf an den Lübecker Godecke.
- Es folgten weitere Wechsel des Besitzers, bis das Dorf als Geschenk in den Besitz der Petrikirche in Lübeck kam und von dort in den Besitz des Hochstifts Lübeck gelangte.
- 1804 wurde Klein Parin nach Aufhebung des Hochstifts Lübeck Teil des neu gebildeten Fürstentum Lübeck.

## Sonstiges
Auf der zentralen Grasfläche befindet sich ein kleines Ehrenmal für die gefallenen Klein Pariner des Ersten und Zweiten Weltkrieges.
Es gibt einen Bismarckturm auf dem Pariner Berg, von dem man eine sehr gute Aussicht hat, manchmal sogar bis zur Ostsee.

## Persönlichkeiten
- Karl  Eigen (1927–2016), Landwirt in Klein Parin und Politiker (CDU), war von 1961 bis 1995 Dorfvorsteher der Dorfschaft Klein Parin.[1]